# وال (تكساس)
وال (بالإنجليزية: Wall, Texas)‏ هي unincorporated community of the United States of America تقع في الولايات المتحدة في مقاطعة توم غرين (تكساس).